# Joan Ignasi Puiggarí i Iglésias
Joan Ignasi Puiggarí i Iglésias   (Barcelona, 2 de maig de 1823 - São Paulo, 7 d'agost de 1900) va ser un metge i botànic català.

## Biografia
Va néixer a Barcelona el 2 de maig del 1823, fill d'Ignasi Puiggarí, corredor reial de canvis, i d'Eudalda Iglésias, ambdós de Barcelona.
Deixeble d'Antoni Cebrià Costa i Cuxart, estudià medicina i molt aviat s'interessà per la botànica i, especialment, per la criptogàmia, aconseguint una de les col·leccions briològiques més nodrides de l'època. Exercí un temps com a metge als Prats de Rei, a l'Anoia, i aplegà una col·lecció considerable de criptògames. Posteriorment es traslladà a Barcelona, dedicant-se a l'estudi de les criptògames del Principat. El 1872, en constituir-se la Societat Botànica Barcelonesa, en formà part, essent-ne el soci número set. Durant els primers anys de la Restauració borbònica (entre 1874 i 1877) emigrà al Brasil i, després de residir breument en diversos llocs, com l'Argentina, a la primeria de 1878 s'establí, amb la seva família, a Apiaí, a la serra de Paranapiacaba, al sud de l'estat de São Paulo. Prosseguí, en una extensa àrea, entre els estats del Paranà i de São Paulo, amb l'estudi de les criptògames, principalment molses i líquens. Malgrat la llunyania, Puiggarí seguia en contacte amb els botànics espanyols i els enviava els resultats dels seus treballs. Mantingué correspondència amb briòlegs i liquenòlegs europeus destacats, com Adalbert Geheeb, Jean Étienne Duby, Johannes Müller Argoviensis, Hugo Lojka, el ficòleg Albert Grunow, el micòleg Carlos Luis Spegazzini i sobretot amb el seu amic Frederic Trèmols i Borrell, als quals envià nombroses mostres, moltes de les quals eren espècies encara desconegudes. Spegazzini fou un dels que donà més difusió a les seves troballes, publicant l'any 1889 l'obra Fungi Puiggariani. Interessat per les ciències en general, dedicà també la seva atenció a l'estudi dels insectes, en especial els ortòpters. Els darrers anys de la seva vida, s'instal·là a São Paulo, el 1892, on encara treballà per a la Comissão de Geografia e Geologia do Estado de São Paulo. Des del 1877 estava adscrit a la Secció d'Història Natural de la Reial Acadèmia de Ciències i Arts de Barcelona.
Molts botànics i biòlegs donaren els noms de Puiggaria, Puiggariella, Puiggariopsis, Puiggariana, Puiggarii a diversos fongs, falgueres, molses, líquens, algues i altres plantes en honor de Joan Ignasi Puiggarí. Puiggarí fou un gran estudiós que compartí les seves troballes amb molts altres botànics als qui proporcionà centenars de nous exemplars que ell havia descobert. Molts d'aquests botànics prosseguiren els estudis de Puiggarí, en publicaren els resultats i li dedicaren el nom de diferents gèneres i espècies, convertint-se aquest en una figura força reconeguda del seu temps en aquesta especialitat científica. Malgrat tanta dedicació, no arribà a publicar sobre les seves troballes.
- Guardiola, Elena; Baños, Josep-Eladi «Joan Ignasi Puiggarí. De fongs, falgueres, molses, líquens, algues, altres plantes i algun insecte». Quaderns de la Fundació Dr. Antoni Esteve, núm. 38, 2016, pàg. 77-82.
- Guardiola Pereira, Elena; Baños i Díez, Josep Eladi «Metges catalans que han donat nom a plantes: una aproximació al seu estudi: Joan Ignasi Puiggarí (Barcelona, 1823 - São Paulo, 1901)». Gimbernat: Revista d'Història de la Medicina i de les Ciències de la Salut, 69 (Actes del XXè Congrés d'Història de la Medicina Catalana. Vic 2018), 2018, pàg. 122-123.
- Hernández Cardona «En el bicentenari del naixement del metge i botànic Joan Ignasi Puiggarí». Nemus. Revista de l’Ateneu de Natura, núm. 13, 2023, pàg. 270-279.